# Badiar
Pour les articles homonymes, voir Badiar (homonymie).

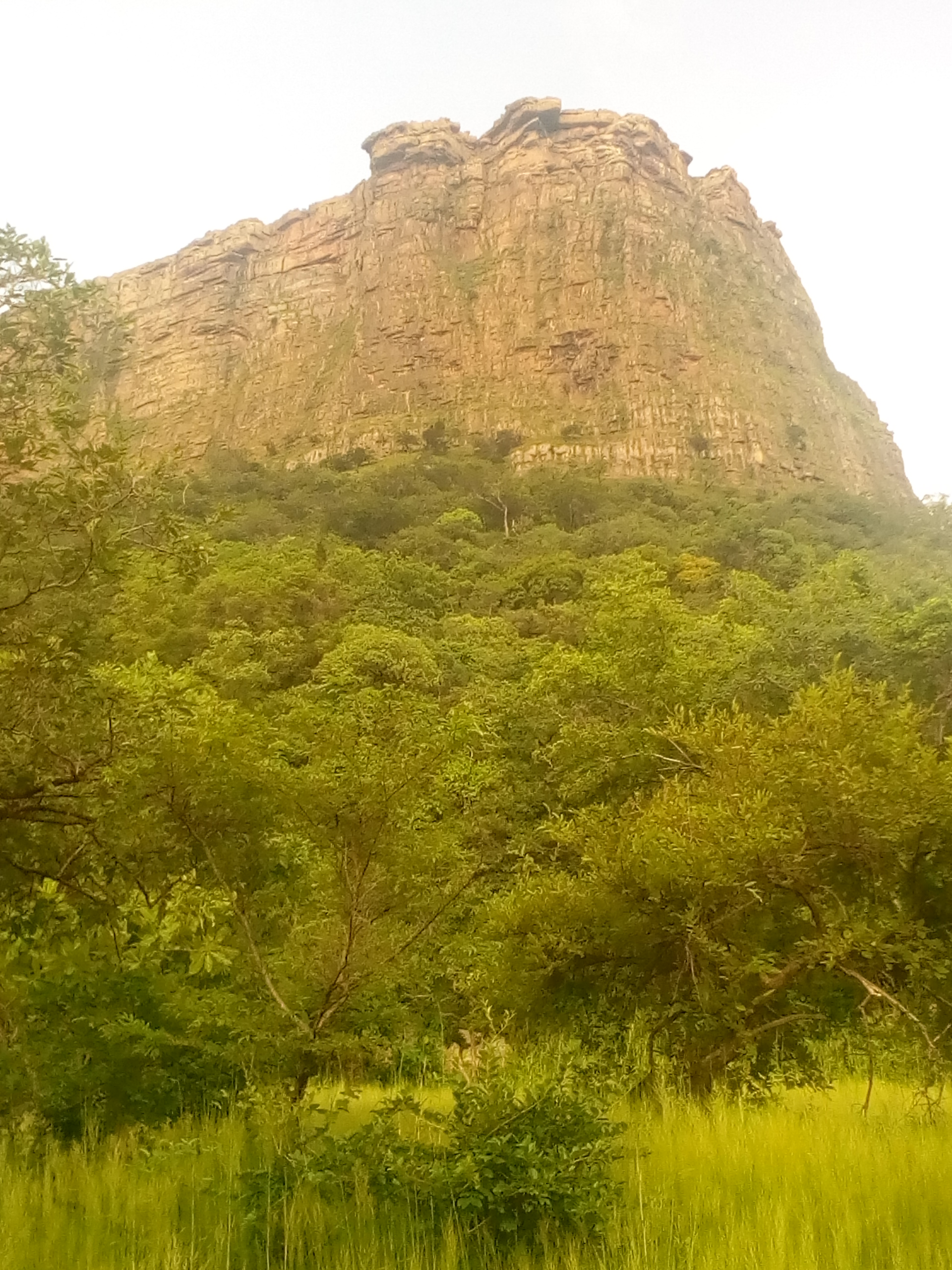
Le mont Badiar.

Le Badiar est une région située au nord de la Guinée, à proximité de la frontière avec le Sénégal.

## Géographie et environnement
Les habitants du Badiar sont, notamment, les Badiaranké.
Le mont Badiar est une colline située à une quinzaine de kilomètres de Koundara.
Un projet commun unit deux réserves naturelles adjacentes, le Parc national du Badiar  située en Guinée et le Parc national du Niokolo-Koba, situé au Sénégal.
Le Badiar est reconnu au titre de réserve de biosphère par l'Unesco dans le cadre du programme sur l'homme et la biosphère depuis 2002 ainsi que zone importante pour la conservation des oiseaux.